# Aleksander I z Epiru
Aleksander I Epirota lub Aleksander z Molossji, gr: Ἀλέξανδρος τῆς Ηπείρου, Aleksandros tēs Epeίrou; Ἀλέξανδρος ὁ Μολοσσός, Aleksandros ho Molossόs (ur. ok. 372, zm. 330 p.n.e. w italskiej Pandozji) – król Epiru z dynastii Ajakidów od 342 p.n.e. do swej śmierci. Syn Neoptolemosa I, króla epirockich Molossów.

## Życie

### Młodość
Ok. 360 p.n.e. Aleksander, po śmierci ojca, znalazł się wraz z siostrami Olimpias i Troas pod opieką stryja Arybbasa, który objął pełną władzę w państwie. W 357 p.n.e. stryj poślubił, celem wzmocnienia władzy, swą bratanicę Troas oraz zachęcał króla Filipa II Macedońskiego do poślubienia drugiej bratanicy, Olimpias. Chciał w ten sposób uzyskać ważnego sojusznika w osobie Macedończyka. Olimpias urodziła mężowi Aleksandra III Wielkiego, przyszłego króla Macedonii. Ok. 350 p.n.e. Filip II po pokonaniu i zhołdowaniu stryja Arybbasa, zabrał Aleksandra na swój dwór w Pelli.

### Rządy w Epirze

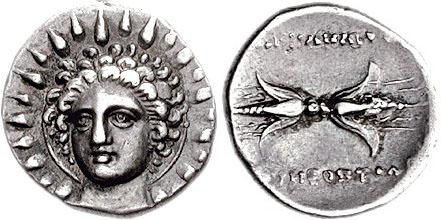
Grecka moneta Aleksandra I z Epiru.
Awers: promieniująca głowa Heliosa.
Rewers: napis ALEKSANDROU TOU NEOPTOLEMOU oraz piorun

W 342 p.n.e. Filip postanowił jednak usunąć Arybbasa z tronu Molossji, by na jego miejsce umieścić dwudziestoletniego Aleksandra I. Następnie zdobył trzy greckie państewka na półwyspie Kassopaja (ob. Półwysep Preweza) i przekazał je Aleksandrowi. Państwo Molossów, dzięki ścisłego sojuszu Macedonią zostało wzmocnione politycznie i gospodarczo. W latach 350-342 p.n.e. bowiem używało, zamiast swoich monet, brązowe monety Filipa. Sytuacja wróciła do poprzedniego stanu za panowania Aleksandra I. Molossowie i jego sojusznicy w Epirze mieli taką wysoką pozycję, że w 334 p.n.e. Aleksander mógł prowadzić dalekosiężną politykę w południowej Italii.
W 337 p.n.e. Olimpias, po rozstaniu się z mężem, wyjechała z synem Aleksandrem do Epiru. Tam namawiała swego brata, by wypowiedział wojnę Macedonii. Jednak Filip II Macedoński był szybszy od niej, bowiem dał szwagrowi swą córkę za żonę. W 336 p.n.e., podczas wielkiego październikowego święta w Ajgaj, doszło do ślubu między Kleopatrą, córką Olimpias, a jej wujem Aleksandrem I. Filip zaprosił wielu wybitnych przedstawicieli państw greckich, arystokratów bałkańskich oraz ważnych Macedończyków. W czasie trwania ślubu Filip II Macedoński został zamordowany przez Pauzaniasza z Orestis.

### Kampania italska
W 334 p.n.e. Aleksander przeprawił, na zaproszenie Tarentu, swą armię Molossów i swych epirockich sprzymierzeńców przez Cieśninę Otranto do południowej Italii. Pozostawił w domu żonę Kleopatrę, jako regentkę Epiru. Tarentyjczycy prosili go o pomoc w walce przeciw Brutiom. Aleksander z wielką chęcią wyruszył. Podobno otrzymał ostrzeżenie od wyroczni Zeusa w Dodonie, by strzegł się miasta Pandozji i rzeki Acheron. One znajdowały się nie tylko w Epirze, ale także w Italii. Gdy Aleksander przybył do Italii od strony Paestum, rozpoczął walkę z Apulami, po czym zawarł z nimi pokój i przyjaźń. Później walczył z Brutiami i Lukanami, zdobywając liczne miasta, m.in. Herakleję, Sypontum apulskie, Konsencję i Terynę bruttyjską. Trzysta rodzin jeńców wysłał, jako zakładników, do Epiru. Następnie zawarł przymierze i przyjaźń z Metapontyjczykami, Pedikulami oraz z Rzymianami w 332 p.n.e. W tym czasie Brutiowie i Lukanowie, uzyskując pomoc od sąsiadów, ponowili walkę. W pobliżu miasta Pandozji, kolonii greckiej w Bruttium nad rzeczką Acheron w pobliżu Konsencji, Aleksander zajął wzgórza, by czynić wypady na ziemie wroga. Miał przy sobie dwustu lukańskich wygnańców. W czasie ulewy zalane pola odcięły od siebie trzy części wojska epirockiego. Nieprzyjaciele, wykorzystując okazję, zaskoczyli dwa wojska, przy których nie było króla. Po ich zniszczeniu skierowali się na króla. Wówczas wygnańcy wysłali posłów do rodaków, by omówić cenę ich powrotu. Obiecywali im wydać króla martwego lub żywego. Aleksander postanowił w tej trudnej sytuacji walczyć bohatersko. Przedzierając się przez wojsko nieprzyjaciół zabił wodza Lukanów, następnie zbierając resztę żołnierzy dotarł do rzeki. Chciał się przeprawić wpław, ponieważ most był zerwany. Gdy dowiedział się, że ta rzeka nazywa się Acheron, nie wiedział co robić. Po pewnym czasie dobył miecza i puścił konia przez środek rzeki. Mając grunt pod nogami, został przebity oszczepem przez wygnańca. Spadł martwy z konia w 330 p.n.e. Nieprzyjaciele pastwili się nad zwłokami. Pewna kobieta prosiła ich o wstrzymanie się, ponieważ chciała wykupić za nie męża i dzieci z niewoli. Resztki ciała króla pochowano w Konsencji. Kości wysłano do Metapontu, a stamtąd do Epiru.

### Potomstwo
Aleksander I z żoną Kleopatrą miał dwoje dzieci (syna i córkę): przyszłego króla Epiru Neoptolemosa (ur. ok. 335, zm. 296 p.n.e.) oraz Kadmeję (ur. ok. 334?, zm. po 296 p.n.e.). Kleopatra po śmierci męża nadal pełniła funkcję regentki, ponieważ syn nie mógł objąć realnej władzy z powodu nieletniego wieku.